# Afranthidium piliventre
Afranthidium piliventre är en biart som först beskrevs av Heinrich Friese 1913.  Afranthidium piliventre ingår i släktet Afranthidium och familjen buksamlarbin. Inga underarter finns listade i Catalogue of Life.